# Diamond Head (Diamond Head)
Diamond Head è il settimo album in studio del gruppo musicale britannico Diamond Head, pubblicato nel 2016 dalla Dissonance Productions.

## Tracce
1. Bones
2. Shout at the devil
3. Set my Soul on Fire
4. See you rise
5. All the Reasons you live
6. Wizards Sleeve
7. Our Time is now
8. Speed
9. Blood on my Hands
10. Diamonds
11. Silence

## Formazione
- Brian Tatler - chitarra
- Rasmus Bom Andersen - voce
- Eddie Moohan - basso
- Karl Wilcox - batteria
- Andy "Abbz" Abberley - chitarra